# Kleinkastell Throp

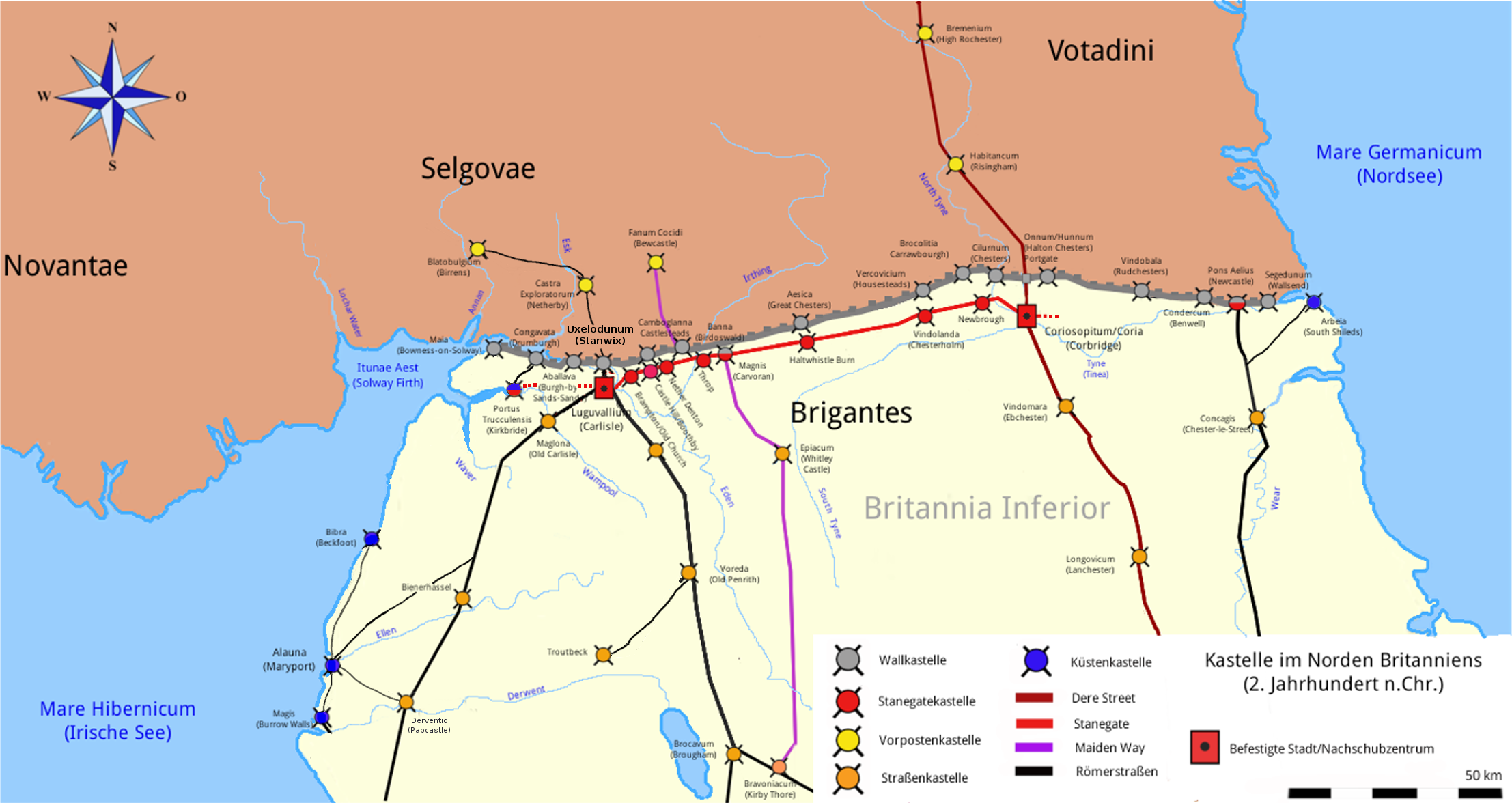
Verlauf des Stanegate und des Hadrianswalls mit Standorten der Kastelle

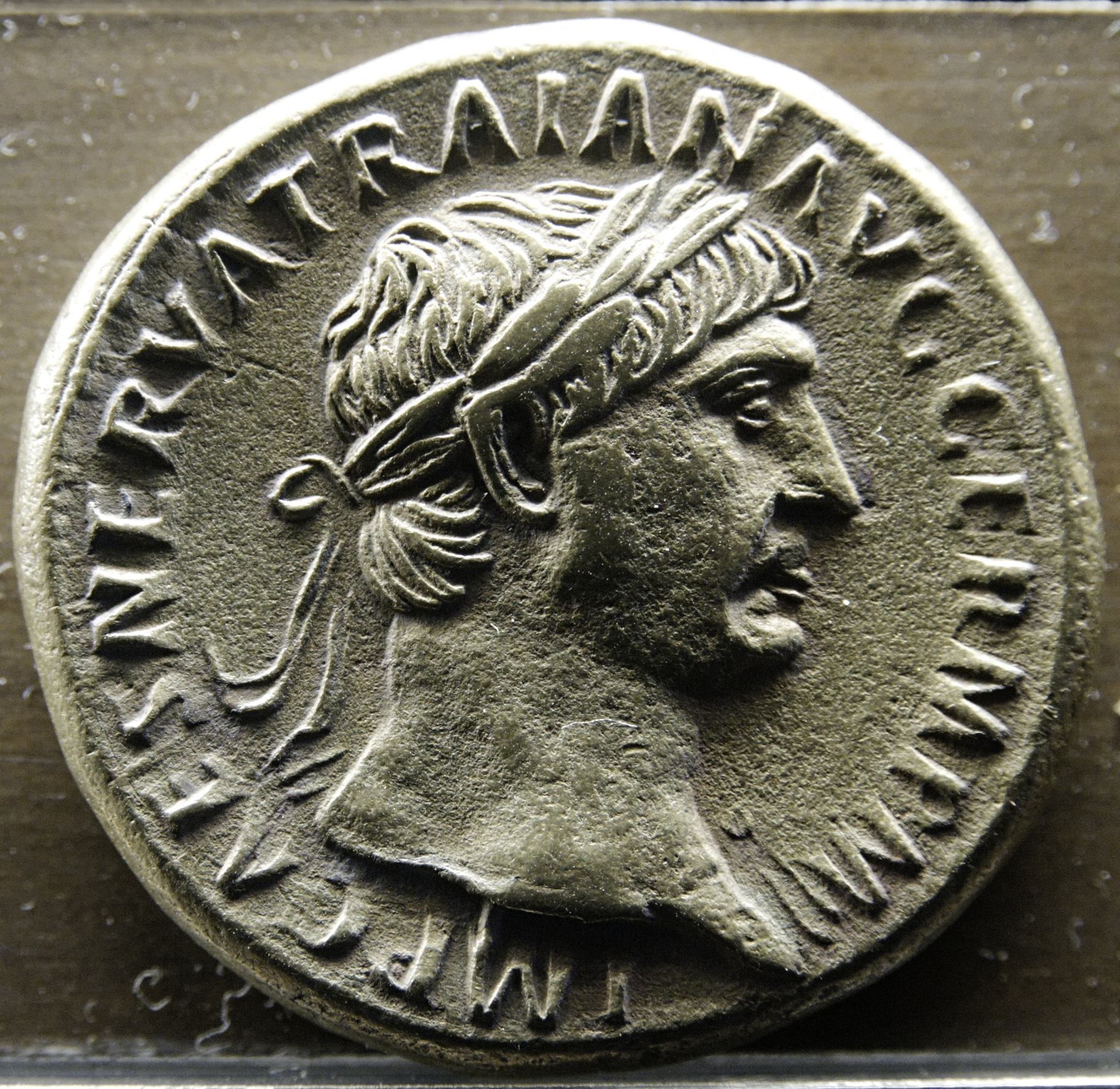
Münzportrait des Trajan

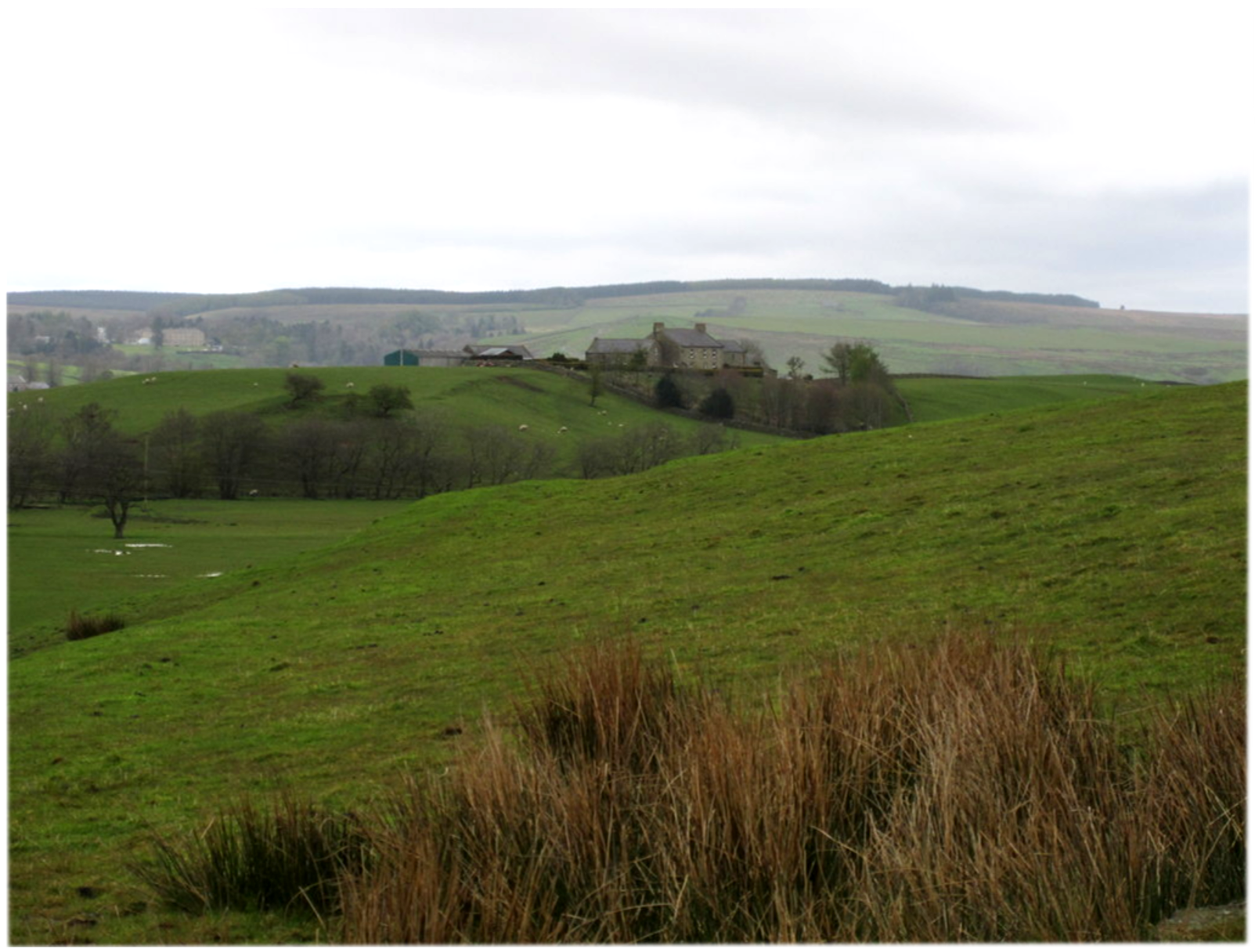
Blick auf die Throp Farm bei Upper Denton

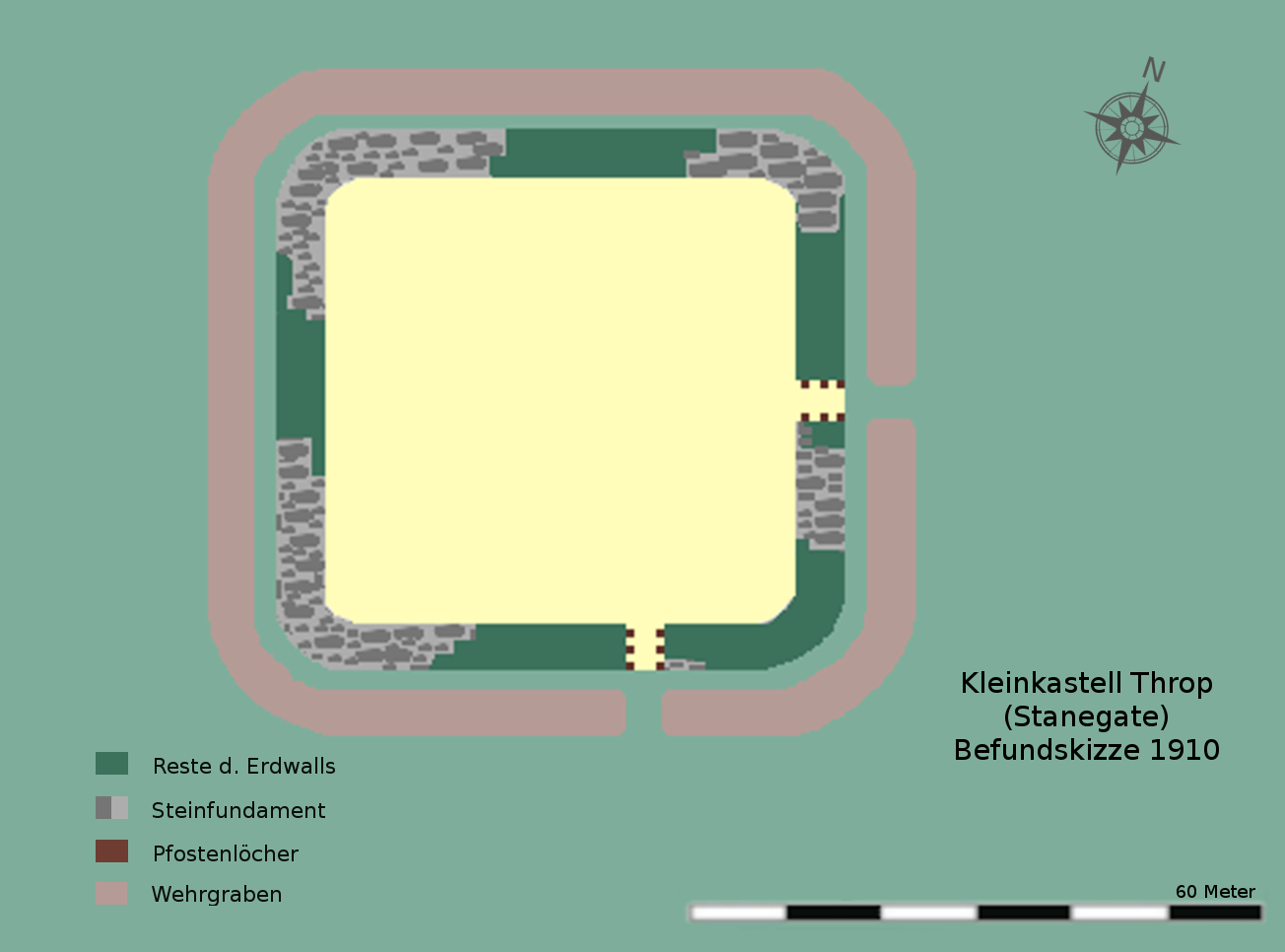
Befundskizze von 1910

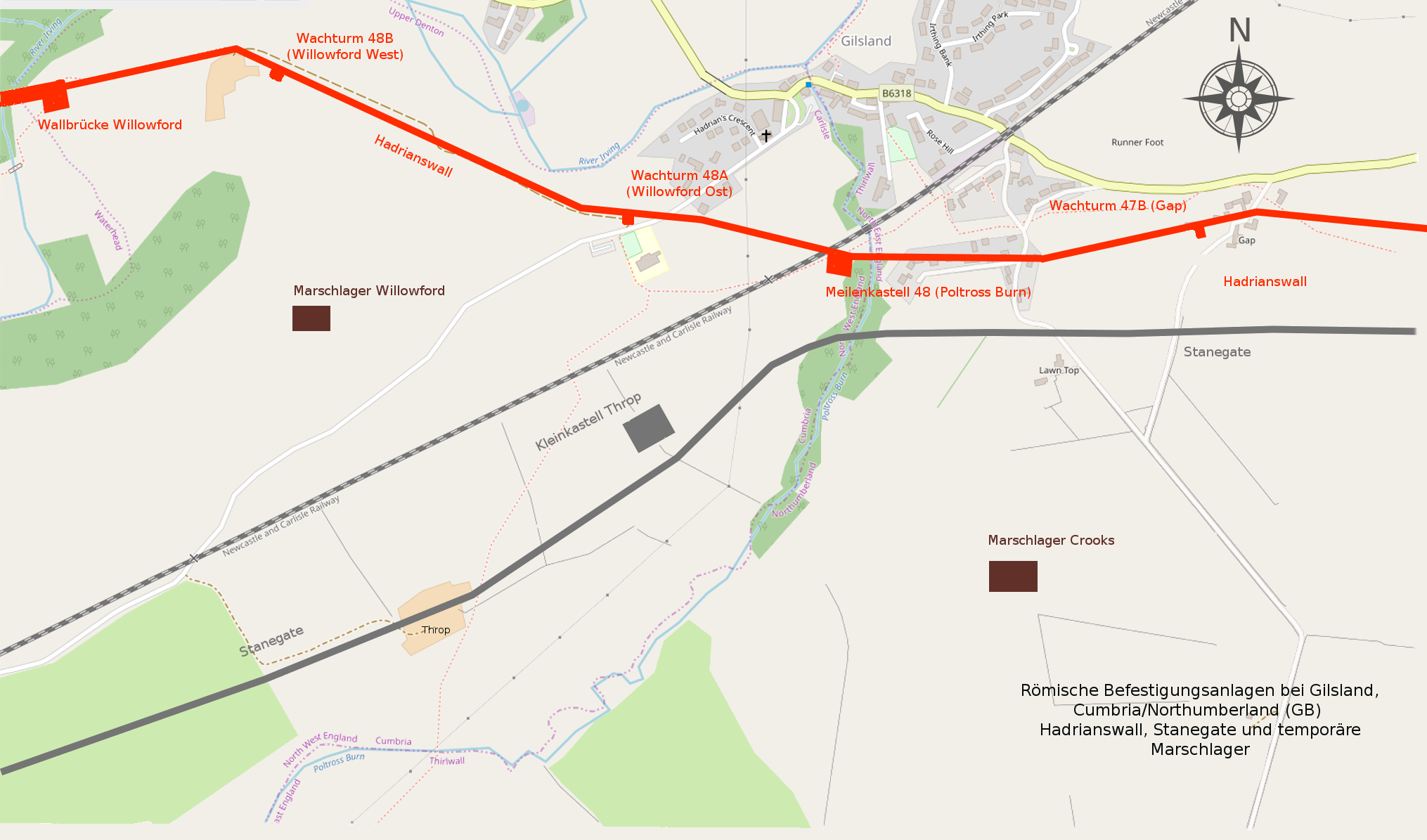
Römische Befestigungsanlagen bei Gilsland

Das Kleinkastell Throp war eine römische Befestigung an der Stanegategrenze im Norden Britanniens. Es befindet sich nahe der Stadt Gilsland, District Carlisle, auf dem Gebiet der Gemeinde (Parish) Upper Denton im County Cumbria, England.
Die Befestigung wurde im frühen 2. Jahrhundert n. Chr. erbaut, um eine Straßenbrücke und die Nordgrenze Britanniens zu schützen. Das Lager war flächenmäßig die kleinste Befestigung am Stanegate. Keramikfunde legen nahe, dass es bis in das 4. Jahrhundert n. Chr. verwendet wurde.

## Lage und Funktion
Die römische Festung stand 90 Meter nördlich des Stanegate und 200 Meter südlich des Hadrianswalls (Meilenkastell 48). Sie befindet sich am nordöstlichen Ende eines Geländesporns mit guten Blick auf die Straße, einen kleinen Fluss, den Poltross Burn im Osten, und Richtung Nordwesten auf ein flaches Tal, in dem sich der Stanegate mit dem Fluss Irthing kreuzt.
Das Lager nahe der Throp-Farm diente dem Schutz der Brücke über den Poltross Burn, einen etwa 180 Meter östlich vom Kastell gelegenen Nebenfluss des Irthing. Es befindet sich nahe der Stelle, an der der Poltross Burn aus einer engen Schlucht austritt und in den Irthing mündet. Im 2. Jahrhundert gehörte die Region zur Provinz Britannia inferior, ab dem 4. Jahrhundert zur Provinz Britannia secunda.
Straßenverbindungen bestanden über den Stanegate in
- Richtung Westen, nach Mains Rigg und Kastell Nether Denton und in
- Richtung Osten, nach Magnis Carvetiorvm (Carvoran, Northumberland).

## Forschungsgeschichte
Das Kleinkastell wurde 1910 von Frank Gerald Simpson, einem Mitglied der Cumberland and Westmorland Antiquarian & Archaeological Society teilweise ausgegraben. Seine Erkenntnisse (vollständiger Grabungsbericht, Pläne, Fotos) veröffentlichte er in den Society Transactions des Jahres 1913. Wie in den Lagern von Brampton (Old Church) und Haltwhistle Burn wurden auch in diesem Kastell Keramikscherben aus trajanischer Zeit entdeckt, die eine Datierung dieser Kastelle ermöglichten. Diese Keramiken zeugen nicht nur von seiner frühen Besatzungszeit, die mit dem Bau der Hadriansmauer einherging, sondern lassen auch annehmen, dass es im 4. Jahrhundert noch einmal für kurze Zeit in Gebrauch war. 2017 wurde das Kastellgelände neu kartiert. Die bislang noch nicht untersuchten Wehrgräben dürften noch zahlreiche Artefakte bergen, die es ermöglichen werden, die näheren Lebensumstände in dieser Region zur Zeit der Römer zu rekonstruieren.

## Entwicklung
Die große militärische Bedeutung der westöstlichen Tyne-Solway-Route und deren Zugang über die Pennines wurde von den Römern während ihrer frühen Feldzüge durch Nordengland und Schottland in der zweiten Hälfte des 1. Jahrhunderts nach Christus erkannt. 81 n. Chr. ließ der damalige Statthalter Britanniens, Iulius Gnaeus Agricola, den Stanegate, eine von Ost nach West verlaufende Straße zwischen den Lagern von Carlisle (Luguvalium) und Corbridge (Coriosopitum), anlegen. Diese lagen beide ebenfalls an wichtigen Nord-Süd-Routen. Diese Heeresstraße erstreckte sich ab Carlisle wohl noch weiter nach Westen, vielleicht bis zur Küste von Cumbria. Nach dem Rückzug der Römer aus Schottland auf die Linie zwischen den Flüssen Tyne und Solway, 84 n. Chr., avancierte dieser unter Kaiser Trajan zur nördlichen Grenzlinie des Reiches. Zur Verteidigung und Überwachung dieses Limes entstanden entlang der Straße zahlreiche Kastelle und Kleinfestungen bzw. Wachtürme. Weitere Befestigungen zur Sicherung der Nordgrenze entstanden zur Zeit des Trajan in Castle Hill, Newbrough, Magnis (Carvoran) und Brampton Old Church. In dieser Zeit könnten auch schon in die Kleinkastelle in Haltwhistle Burn und Throp errichtet worden sein. Ziel der römischen Strategen war der Ausbau der bestehenden Infrastruktur und eine bessere Überwachung durch die Hinzufügung dieser kleineren Lager. Die Funktion der Kastelle erweiterte sich durch den Bau des Hadrianswalls ab 122 n. Chr. noch zusätzlich auf eine Unterstützungs- und Depotfunktion zur Versorgung der Grenztruppen. Als sich die neue Grenzlinie etabliert hatte, verloren sie weitgehend ihre strategische Bedeutung und die kleineren Lager wurden wieder aufgegeben. Der Hadrianswall blieb die nördlichste Grenze des Römischen Reiches bis sich seine Armee und Verwaltung ab 400 n. Chr. wieder von der Insel zurückzogen.

## Kastell
Das Kleinkastell hatte einen nahezu perfekten quadratischen Grundriss, maß 55 × 55 Meter, umschloss eine Fläche von etwa 0,25 Hektar und war damit eine der kleinsten Befestigungen am Stanegate. Die Umwehrung wurde als Murus caespiticius, eine Mauer aus Rasenziegel, konstruiert. Sie bestand im Wesentlichen aus einem 5 Meter breiten Steinfundament, dem aus Rasenziegeln errichteten Torf/Erde-Wall mit Wehrgang, gekrönt von einer hölzernen Brustwehr aus Palisaden oder Flechtwerk. Zusätzlich war das Lager von einem, heute größtenteils durch Erosion verfüllten, 5,5 Meter breiten Graben umgeben. Die Wälle wurden im Laufe der Jahrhunderte durch landwirtschaftliche Tätigkeit fast zur Gänze eingeebnet. Sie sind an einigen Stellen nur noch bis zu einer Höhe von 0,7 Meter über den Boden erhalten. Drei Seiten des Lagers sind daher immer noch als markante Bodenerhebungen sichtbar, während die SW-Seite durch eine stark verstümmelte Geländeklippe gekennzeichnet ist. Sie markiert aber wahrscheinlich nicht mehr die ursprüngliche Linie des Walls. An der südlichen Kastellecke sind noch die Überreste des Wehrgrabens zu erkennen. Das Lager verfügte über zwei Tore, eines im Nordosten und eines im Südosten. Die Ausgrabung von 1910 ergab, dass die Tore wohl zur Gänze aus Holz bestanden, jeweils auf sechs Stützpfeilern ruhten und zumindest ein Teil ihrer Durchgänge gepflastert waren. Einige Herdstellen konnten am Nordwestwall und ein Backofen am Südostwall nachgewiesen werden. Obwohl dort – angeblich – mehrere Steinblöcke auf dem Gelände ausgepflügt worden waren, wurden im Gegensatz zum Kastell Haltwhistle Burn, in dem alle Innengebäude in Stein errichtet worden waren, in Throp keinerlei Anzeichen von solchen Gebäuden gefunden.

## Garnison
Von welcher Einheit das Kastell belegt war, ist unbekannt. Zu Beginn des zweiten Jahrhunderts wurden die Hilfstruppenkohorten in kleinere Abteilungen (Numerus) aufgespalten und auf mehrere, kleinere Lager verteilt. Das Lager, in dem sich das Quartier des kommandierenden Offiziers befand, war zugleich Hauptquartier und Verwaltungszentrum. Hauptquartier der in Throp stationierten Einheit war wahrscheinlich das Kastell am Haltwhistle Burn.

## Marschlager
Bisher konnten im Umkreis des Kastell Throp zwei provisorische Marschlager nachgewiesen werden.
| Lager      | Beschreibung |
| ---------- | --- |
| Willowford | Von diesem Lager sind nur noch geringfügige Reste erhalten. Es wurde durch spätere landwirtschaftliche Aktivitäten stark zerstört, ist aber auf Luftaufnahmen der Royal Air Force gut zu erkennen. Zu sehen sind noch eine Bodenerhebung und der Wehrgraben (Breite 3 bis 4 Meter). An der Nordseite wurde ein Teil des Lagerwalles durch landwirtschaftliche Tätigkeit zerstört. Die Süd-West-Ecke und zwei Drittel der Südseite des Wehrgrabens sind ebenfalls nur noch schwach sichtbar. Das Lager stand auf einer Weide, auf einen ca. 155 Meter hohen Geländesporn, 350 Meter südlich vom Wachturm 48b (Hadrianswall). Nach Norden führt ein steiler Abhang in das Tal des Irthing und nach Süden, in ein etwas flacheres Tal. Die Lage bot einen guten Rundumblick, mit Ausnahme nach Westsüdwest, der durch den Geländesporn einschränkt wird. Das Lager besaß einen quadratischen, etwas unregelmäßigen Grundriss, Abmessungen 90 × 70 Meter. Es war zusätzlich von einem flachen, 0,3 Meter tiefen Graben umgeben. Der einzige markante Rest des Lagerwalles befindet sich im Nordwesten und ist noch ca. 0,3 Meter hoch erhalten. Die Ostseite krümmt sich etwas nach außen, obwohl es keinen topografischen Grund dafür gibt. In solchen Marschlagern wurden keine festen Tore errichtet. Als Annäherungshindernis wurde für gewöhnlich ein Titulum (Wehrgraben) und eine Äußere und Innere Clavicula (Schanzen) vor den Zugängen angelegt. Das Osttor ist teilweise noch 0,1 Meter hoch erhalten. Auch der Graben davor ist noch zu sehen. Ein zweites Tor dürfte sich an der Nordseite befunden haben. An der Südseite verlief der Lagerwall entlang des Geländekamms, er fällt jedoch steil ab, sodass sich dort wohl kein Durchgang befand. Einziges markantes Bodenmerkmal im Lagerinneren ist ein eiszeitlicher Findling, bekannt als Greystone, der im südöstlichen Winkel des Lagers liegt. |
| Crooks     | Dieses ebenfalls noch sichtbare, quadratische Lager stand am nördlichen Rand von Thirlwall Common (Höhe 190 Meter) und 450 Meter südlich von Crooks. Seine Längsachse ist entlang eines niedrigen Bergrückens ausgerichtet, der sich von Wardoughan aus nach NNO erstreckt. Diese Position ist ungewöhnlich, denn obwohl sie eine offene Sicht nach Süden und Osten erlaubt, ist diese in die andere Richtung stark eingeschränkt. Gut erkennbar ist vor allem noch der Wehrgraben des Lagers. Dieser ist bis zu einer Tiefe von 0,7 Meter erhalten. Die Lagerwälle hingegen wurden im Laufe der Jahrhunderte fast vollständig eingeebnet. Ihre geringen Überreste sind nicht höher als 0,2 Meter, am besten in der Nähe der Nordwestecke, erhalten. Der Grund für diese fast vollständige Nivellierung ist unklar, da das Kastellgelände nie landwirtschaftlich genutzt wurde. Sein Areal misst 126 × 90 Meter. Die vom Graben umschlossene Fläche beträgt 0,9 ha. Es gibt vier Tore, jeweils im Zentrum an jeder Seite und von einer Clavicula gesichert. Abgesehen vom Nordtor, das durch einen Drainagegraben stark gestört ist, sind diese Bastionen noch ca. 1,6 Meter hoch erhalten, ihre vorgelagerten Gräben aber nirgends tiefer als 0,4 Meter. Das Westtor scheint erst nachträglich hinzugefügt worden zu sein, zu welchem Zweck, ist unbekannt. |